# Trachelipus gagriensis
Trachelipus gagriensis là một loài chân đều trong họ Trachelipodidae. Loài này được Verhoeff miêu tả khoa học năm 1918.